# Laperrière-sur-Saône
Laperrière-sur-Saône is een gemeente in het Franse departement Côte-d'Or (regio Bourgogne-Franche-Comté) en telt 301 inwoners (1999). De plaats maakt deel uit van het arrondissement Beaune.

## Geografie
De oppervlakte van Laperrière-sur-Saône bedraagt 11,2 km², de bevolkingsdichtheid is 26,9 inwoners per km².
De onderstaande kaart toont de ligging van Laperrière-sur-Saône met de belangrijkste infrastructuur en aangrenzende gemeenten.

## Demografie
Onderstaande figuur toont het verloop van het inwonertal (bron: INSEE-tellingen).